# Onthophagus laevicollis
Onthophagus laevicollis är en skalbaggsart som beskrevs av Lansberge 1883. Onthophagus laevicollis ingår i släktet Onthophagus och familjen bladhorningar. Inga underarter finns listade i Catalogue of Life.